# Hadena weissi
Hadena weissi là một loài bướm đêm trong họ Noctuidae.